# Comité olympique malgache
Le comité olympique malgache est le représentant national pour Madagascar du Comité international olympique. Il a été créé en 1963 et reconnu par le CIO en 1964.
Le COM est rattaché à l'Association des comités nationaux olympiques d'Afrique. Son président actuel est Siteny Randrianasoloniaiko.